# S:ta Katharinastiftelsen
S:ta Katharinastiftelsen var en kyrklig stiftelse, ursprungligen ägnad åt att utveckla och uppmuntra kvinnors insatser i och för Svenska kyrkan. Stiftelsen lades ned 2023. 
Margit Sahlin (1914-2003) grundade stiftelsen 1950 på Sparreholms slott och den är uppkallad efter Den Heliga Birgittas dotter Sankta Katarina av Vadstena. 1958 lämnar man slottet och flyttar till Österskär. 
Margit Sahlin var S:ta Katharinastiftelsens ordförande fram till sin död och dess direktor 1950–1993 med ett kort avbrott under 1970-talet då Christina Odenberg, senare biskop i Lund, och Barbro Svensson var direktorer. Sahlin efterträddes av Madeleine Åhlstedt 1993 och Åhlstedt var S:ta Katharinastiftelsens direktor fram till 2013. 
Under åren fram till 1977 fanns stiftelsens verksamhet i Österskär, i den lokal som sedan togs över av Nordiskt musikkonservatorium. 1977 flyttades verksamheten från Österskär till Sturegatan 54 på Östermalm i Stockholm. Den omfattande verksamheten bedrevs på Sturegatan 54 fram till 2014. Sommaren 2014 avhände man sig de egna lokalerna och huvuddelen av S:ta Katharinastiftelsens inventarier såldes. Det rikhaltiga biblioteket finns numera på Sigtunastiftelsen och kallas Margit Sahlins bibliotek.
Verksamheten bedrevs sedan 2014 i Stockholms domkyrkoförsamlings lokaler. Verksamhetens främsta syfte var att vara ett samtalsforum för tvärtänkande, djupgående öppna samtal i livs- och samhällsfrågor.
Direktor sedan 2013 var Michael Bjerkhagen. Ordförande var Mats Svegfors och vice ordförande var Wanja Lundby-Wedin.